# 强壮夏威夷树蜗
强壮夏威夷树蜗（学名：Achatinella valida）是一种已绝灭的肺螺类陆地蜗牛，属于小玛瑙螺科，该物种是夏威夷瓦胡岛的特有种。